# Plage de Bel-Air
La plage de Bel-Air est une plage de sable de l'ouest de la république de Guinée long de 7 km,.

## Géographie
La plage de Bel-Air est la plus longue de la Basse Guinée.
On y accède par la voie terrestre sur la nationale numéro 3 en partant de Boffa pour Kolaboui à 200 km de Conakry.

## Fréquentation
La plage permet d'organiser des sorties en famille et elle est aussi le lieu de fêtes nationaux et de commémoration du 11 mai date anniversaire du décès de Bob Marley et des excursions des touristes, élèves et étudiants guinéen.